# Чан Сантохі
Чан Сантохі (нід. Chandrikapersad "Chan" Santokhi, нар. 3 лютого 1959, Лелідорп, Нідерландська Гвіана) — суринамський політичний діяч. Президент Суринаму з 16 липня 2020 року. Був єдиним кандидатом на посаду президента Суринаму. 13 липня Сантохі був обраний президентом шляхом акламації на безальтернативних виборах. Його інавгурація відбулася 16 липня.

## Біографія
Чан Сантохі народився 3 лютого 1959 року в Лелідорпі, в окрузі Суринаму (нині відомому як округ Ваніка). Ріс у сільській місцевості, був наймолодшим в сім'ї з дев'яти дітей. Його батько працював в порту Парамарибо, а мати — продавчинею в Лелідорпі.

## Політична кар'єра
Після закінчення середньої школи Сантохі отримав стипендію для навчання в Нідерландах. З 1978 по 1982 роки він навчався у Поліцейській академії Нідерландів в Апелдорні. Після закінчення навчання повернувся до Суринаму у вересні 1982 року, і влаштувався працювати в поліцію. З 23-річного віку Сантохі працював інспектором поліції в Гейерсвлайті і Ваніці, поки в 1989 році не був призначений головою Національного департаменту кримінальних розслідувань. В 1991 році він був призначений головним комісаром поліції.

## Міністр юстиції
У вересні 2005 року Сантохі був приведений до присяги як міністр юстиції і поліції від Прогресивної реформістської партії. Час його перебування на цій посаді ознаменувався жорстким придушенням злочинності, зокрема наркотрафіку, і суворим дотриманням законності і порядку. За це від Дезі Баутерсе він отримав прізвисько «Шериф».

## Вибори 2010 року
На парламентських виборах 2010 року Сантохі, незважаючи на те, що він був одним з останніх у списку виборців Прогресивної партії реформ, здобув друге місце за кількістю голосів в країні (найбільше голосів було у Дезі Баутерсе). У липні того ж року його призначено кандидатом в президенти від правлячої політичної коаліції «Новий фронт» (Прогресивна реформаторська партія входить до складу «нового фронту»). Суперником Сантохі на президентських виборах був Дезі Баутерсе. Оскільки Баутерсе співпрацював з Ронні Брюнсвійком і Полом Сомохарджо, його політична партія отримала 36 місць, в той час як «Новий фронт» тільки 14. В результаті Баутерсе був обраний восьмим президентом Суринаму.

## СІКАД
Сантохі, який протягом п'ятнадцяти років був офіційним представником Міжамериканської комісії з контролю зловживання наркотиками (СІКАД), був обраний 6 грудня 2010 року, президентом цієї організації на один рік. СІКАД це автономний орган Організації Американських Держав, який координує наркополітику Західної півкулі. В 2009 році Сантохі протягом одного року був віцепрезидентом цієї організації.

## Голова Партії прогресивних реформ
3 липня 2011 року Сантохі був обраний головою Прогресивної партії реформ. Ця партія після призначення Сантохі головою перетворилася на багатоетнічну, яка, згідно з сучасними статистичними даними, є другою за величиною політичною партією в Суринамі. Маючи вісім місць у парламенті, ППР була найбільшою опозиційною партією до 2020 року.

## Вибори 2020 року
26 травня 2020 року попередні результати загальних виборів у Суринамі 2020 року показали, що ППР є найбільшою партією і що Чан Сантохі є найімовірнішим кандидатом на посаду президента Суринаму. 30 травня Чан Сантохі оголосив про висунення своєї кандидатури на посаду президента Суринаму. 29 червня ППР висунула Чана Сантохі своїм кандидатом на посаду президента. 7 липня коаліція висунула кандидатуру Чана Сантохі на посаду президента Суринаму, а Ронні Брюнсвійка — на посаду віцепрезидента. Інших кандидатів на виборах не було. 13 липня Сантохі був обраний президентом шляхом акламації на безальтернативних виборах. Церемонія інавгурації відбулась 16 липня на площі Онафханкелійхейдсплейн у Парамарибо без публічної церемонії через пандемію КОВІД-19.